# Ванюшин, Борис Фёдорович
Борис Федорович Ванюшин (род. 1935, Тула) — специалист в области молекулярной биологии и эпигенетики, член-корреспондент РАН (2003), лауреат премии имени А. Н. Белозерского (2004).

## Биография
Родился 16 февраля 1935 года в Туле.
В 1952 году — окончил школу с золотой медалью и поступил на биологический факультет МГУ.
Вся последующая жизнь связана с Московским государственным университетом.
В 1957 году — с отличием окончил МГУ по кафедре биохимии растений (руководитель дипломной работы — А. С. Спирин), затем оставлен в аспирантуре под руководством профессора А. Н. Белозерского по той же кафедре.
В 1960 году — защитил кандидатскую диссертацию и был распределен на эту же кафедру в должности младшего научного сотрудника.
В 1964—1965 годах — стажировка в Кембриджском университете (Англия).
С 1965 года — старший научный сотрудник Межфакультетской лаборатории молекулярной биологии и биоорганической химии МГУ.
В 1968 году — присвоено звание старшего научного сотрудника по специальности «Биоорганическая химия».
В 1973 году — защитил докторскую диссертацию, тема: «Особенности первичной структуры ДНК разных организмов».
В 1979 году — присвоено звание профессора по специальности «Молекулярная биология».
С 1973 года — основатель и заведующий отделом молекулярных основ онтогенеза Института физико-химической биологии им. А. Н. Белозерского МГУ.
В 1976 году — регент-лектор в Калифорнийском университете (Ирвайн, США).
В 1978 году — эксперт ЮНЕСКО в университете города Лакхнау (Индия).
В 1990 году — профессор университета в городе Катания (Италия).
В 1994—1995 годах — исследователь в Национальном токсикологическом центре США (NCTR, Jefferson, USA).
В 2003 году — избран членом-корреспондентом РАН от Отделения биологических наук (секция фиизико-химической биологии).

## Научная деятельность
Признанный пионер и мировой лидер в изучении природной модификации (метилирования) ДНК у разных организмов.
В результате его исследований стало известным и теперь общепризнанным, что метилирование ДНК контролирует все генетические процессы в клетке и поэтому играет ведущую роль в ключевых процессах жизни — онтогенезе, видообразовании, эволюции и старении.
Им впервые изучен состав ДНК и определена природа метилируемых последовательностей в ДНК многих высших растений и микроорганизмов, открыты тканевая (клеточная) и возрастная специфичность метилирования генома у животных и растений и установлено, что метилирование ДНК у эукариот изменяется в зависимости от функционального состояния клетки и контролируется гормонами.
Первый в мире сформулировал концепцию о метилировании ДНК как о механизме регуляции экспрессии генов и клеточной дифференцировки, установил, что старение сопровождается изменением характера метилирования генов и глобальным уменьшением метилирования ДНК, открыл репликативное метилирование ДНК у эукариот, выявил множественность и разную специфичность действия ферментов ДНК-метилаз в раковых клетках, сформулировал и обосновал представление о том, что искажение метилирования ДНК лежит в основе ракового перерождения клеток.
Открыл неэнзиматическое метилирование ДНК и доказал, что метилирование ДНК является важным мутагенным фактором в эволюции.
Открыл новый фермент — первая эукариотическая адениновая ДНК-метилтрансфераза (в проростках пшеницы), найдены у растений регулируемые S-аденозилметионином ферменты эндонуклеазы, распознающие ДНК по статусу их метилирования, и показано, что действие этих ферментов может модулироваться гистоном Н1. Тем самым, им открыт новый тип регуляции активности эукариотических ферментов (эндонуклеаз).
Важное теоретическое и практическое значение имеют работы Ванюшина по молекулярным механизмам действия регуляторов роста растений, структуре необычных фаговых ДНК, механизмам действия гормонов у животных. Им выявлен и впервые охарактеризован апоптоз (запрограммированная гибель клеток) у растений и доказано, что этот процесс является интегральной частью нормального развития растений; открыта новая форма реорганизации цитоплазмы при апоптозе.
Работы Б. Ф. Ванюшина легли в основу геносистематики, они принципиально важны для развития современной молекулярной биологии, генетики, биологии развития, биохимии, физиологии растений. Он — один из основателей новой науки XXI века — эпигенетики.

## Общественная деятельность
Член редколлегии журналов «Известия РАН, серия биологическая» (с 1983 года), «Журнал эволюционной и сравнительной биохимии и физиолологии» РАН (1977—1997 годы), «Биологические науки» (1976—1991 годы) и «Вестник МГУ. Биология» (1971—1976 годы), член Ученого совета НИИ ФХБ имени А. Н. Белозерского МГУ, Института с/х биотехнологии РАСХН, заместитель председателя спецсовета по защите докторских диссертаций при Биологическом факультете МГУ и ВНИИ СБ РАСХН. Член Российского биохимического общества и общества метилирования ДНК в США.
Организатор и приглашенный докладчик на многих международных научных симпозиумах и конгрессах в России, и за рубежом.
С 1986 по 1995 годы — член и заместитель председателя экспертного совета ВАК СССР и России по биологии.
Под его руководством выполнено и защищено более 50 кандидатских диссертаций, а 7 его учеников — доктора наук.
Автор более 450 научных работ в отечественных и зарубежных журналах и несколько монографий.

## Награды
- Ломоносовская премия 1 степени МГУ (2002)[1]
- Премия имени А. Н. Белозерского (2004)
- Медаль Пауля Эрлиха Европейской комиссии по академическим заслугам (2004)
- Памятная медаль «50 лет Советской системы аттестации научных и научно-педагогических кадров» ВАК СССР при Совмине СССР
- Медаль «В ознаменование 100-летия со дня рождения Владимира Ильича Ленина» (1970)
- Звание Ветеран труда (1997)